# Palacios de Sanabria
Palacios de Sanabria est une municipalité espagnole de la communauté autonome de Castille-et-León et de la province de Zamora. En 2021, elle compte 227 habitants. 
Le footballeur portugais Diogo Jota et son frère André Silva y sont décédés le 3 juillet 2025.